# 大破
| ウィキペディアには「大破」という見出しの百科事典記事はありません（タイトルに「大破」を含むページの一覧/「大破」で始まるページの一覧）。 代わりにウィクショナリーのページ「大破」が役に立つかもしれません。 |